# Corte d'appello (Italia)
La Corte d'appello nell'ordinamento giudiziario italiano è un organo giurisdizionale competente a decidere sulle impugnazioni contro le sentenze pronunciate in primo grado dal tribunale ordinario e dal tribunale per i minorenni. La sua competenza è limitata a una circoscrizione territoriale denominata "distretto".
Le sentenze della Corte d'appello possono essere impugnate con ricorso per cassazione.

## Struttura
La corte d'appello ha sede nel capoluogo del distretto. Sono inoltre istituite sezioni distaccate in alcune città diverse dal capoluogo. Tra le sezioni, vi sono quella incaricata esclusivamente della trattazione delle controversie in materia di lavoro e di previdenza e assistenza obbligatorie, la sezione per i minorenni e, in certi distretti, quella che funziona da Tribunale Regionale delle acque pubbliche.
La sezione per i minorenni è competente per le impugnazioni contro le sentenze del tribunale dei minorenni e giudica con l'intervento nel collegio, in aggiunta ai tre giudici togati, di due giudici onorari (consiglieri onorari), un uomo e una donna. Può essere considerata una sezione specializzata della corte d'appello anche la corte d'assise d'appello. Presso la corte d'appello è, inoltre, istituito il commissariato per la liquidazione degli usi civici, parificato a una sezione specializzata.
Ciascuna corte d'appello ha una cancelleria, che può essere costituita anche presso le sezioni distaccate, e un ufficio notificazioni, esecuzioni e protesti (UNEP).
Nei capoluoghi di distretto, presso la corte d'appello, operano anche il relativo ufficio del pubblico ministero, che prende il nome di procura generale della Repubblica, nonché il tribunale di sorveglianza, il tribunale per i minorenni e la procura della Repubblica presso il medesimo. Presso ciascuna corte d'appello è inoltre istituito un consiglio giudiziario, di cui il presidente della corte è membro di diritto e presidente.

## Composizione
La corte d'appello ha un presidente (talvolta si trova ancora la vecchia denominazione di primo presidente) che la dirige, presiede la prima sezione e può presiedere anche le altre; le rimanenti sezioni sono presiedute da un presidente di sezione. Tanto il presidente della corte, quanto quelli delle sezioni devono avere la qualifica di magistrato di cassazione; per gli altri giudici è richiesta la qualifica di magistrato d'appello. Il presidente della corte assegna gli affari alle singole sezioni; all'interno di queste sono costituiti i collegi giudicanti, formati da tre giudici, ai quali il presidente di sezione assegna gli affari. Va notato che, quando si parla di corte d'appello, si può far riferimento, secondo i casi, all'intero ufficio giudiziario o a tale collegio giudicante, che costituisce il giudice collegiale propriamente detto, di fronte al quale si svolge il processo.
I giudici della corte d'appello hanno il titolo di consigliere e sono ripartiti in sezioni con competenza civile, penale o promiscua, composte da almeno cinque magistrati, oltre a uno o più supplenti.

## Funzioni
La competenza principale della corte d'appello riguarda le impugnazioni contro le sentenze, in materia civile e penale, pronunciate in primo grado dal tribunale ordinario o, nelle forme del giudizio abbreviato, dal giudice per l'udienza o per le indagini preliminari, nonché contro le sentenze del tribunale per i minorenni. Con tale mezzo d'impugnazione, che prende il nome di "appello" ed è disciplinato dagli artt. 339 e seguenti del codice di procedura civile e dagli artt. 570 e seguenti del codice di procedura penale, la parte chiede la riforma totale o parziale del provvedimento giurisdizionale che ritiene ingiusto. La corte d'appello è "giudice di merito", in quanto decide su tutti gli aspetti della causa, tanto sulle questioni di fatto quanto su quelle di diritto, confermando la pronuncia impugnata o riformandola, ossia sostituendola, in tutto o in parte, con la propria.
In alcuni casi in via eccezionale la corte d'appello è giudice di prima istanza; tra le materie per cui è prevista questa competenza si possono ricordare: le controversie relative alla determinazione dell'indennità di espropriazione per pubblica utilità, le delibazioni di sentenze straniere, le impugnazioni di provvedimenti amministrativi concernenti la libertà del mercato e la concorrenza e le impugnazioni per nullità di lodi arbitrali.

## Distretti
Il territorio italiano è suddiviso in 26 distretti, alcuni coincidenti con il territorio di una regione, altri con una sua parte. 
In alcuni casi il distretto assomma territori di diverse regioni. Ad esempio: 
- il distretto di Torino comprende, oltre al territorio del Piemonte, quello della Valle d'Aosta;
- il distretto di Trento comprende, oltre al territorio del Trentino-Alto Adige, quello dei comuni di Magasa e Valvestino, in Lombardia;
- il distretto di Venezia comprende anche il territorio del comune di Erto e Casso, in Friuli-Venezia Giulia;
- il distretto di Trieste comprende, oltre al territorio del Friuli-Venezia Giulia, quello dell'ex mandamento di Portogruaro, in Veneto;
- il distretto di Genova comprende, oltre al territorio della Liguria, quello del circondario del tribunale di Massa, in Toscana;
- il distretto di Ancona comprende, oltre al territorio delle Marche, quello del comune di Valle Castellana, in Abruzzo;
- il distretto di Potenza comprende, oltre al territorio della Basilicata, quello dell'ex circondario di Sala Consilina, in provincia di Salerno.

Elenco delle Corti d'appello italiane:
- Corte d'appello di Ancona;
- Corte d'appello di Bari;
- Corte d'appello di Bologna;
- Corte d'appello di Brescia;
- Corte d'appello di Cagliari, con sezione distaccata a Sassari;
- Corte d'appello di Caltanissetta;
- Corte d'appello di Campobasso;
- Corte d'appello di Catania;
- Corte d'appello di Catanzaro;
- Corte d'appello di Firenze;
- Corte d'appello di Genova;
- Corte d'appello dell'Aquila;
- Corte d'appello di Lecce, con sezione distaccata a Taranto;
- Corte d'appello di Messina;
- Corte d'appello di Milano;
- Corte d'appello di Napoli;
- Corte d'appello di Palermo;
- Corte d'appello di Perugia;
- Corte d'appello di Potenza;
- Corte d'appello di Reggio Calabria;
- Corte d'appello di Roma;
- Corte d'appello di Salerno;
- Corte d'appello di Torino;
- Corte d'appello di Trento, con sezione distaccata a Bolzano;
- Corte d'appello di Trieste;
- Corte d'appello di Venezia.